# Glossario di psicoanalisi
- Complesso: stato innescato da un conflitto interiore fra impulsi affettivi che vanno in direzioni opposte.
- Complesso di Edipo e di Elettra: attrazione sessuale che un bambino prova per il genitore di sesso opposto, quindi per la madre nel caso di un bambino (Complesso di Edipo) e per il padre nel caso di una bambina (Complesso di Elettra). Il genitore del sesso opposto a quello verso il quale si prova l'attrazione sessuale è visto come un rivale. Il complesso di Edipo è da Freud pensato come una fase naturale dello sviluppo sessuale dell'essere umano, normalmente confinato alla giovane infanzia, poi "superato". Il mancato superamento di esso è visto da Freud come una delle cause di una nevrosi
- Condensazione: strumento per l'interpretazione dei sogni. Con un solo elemento può descrivere più cose o persone che sono collegate fra loro.
- Conscio: indica tutto ciò di cui una persona è consapevole: ricordi, desideri, sentimenti.
- controtransfert: risposta emotiva dello psicoanalista verso il paziente, cioè le proiezioni ed aspettative che l'analista ha nei confronti della persona che cura. È "l'altra faccia della medaglia" del Transfert visto dalla parte dell'analista.
- Eros: pulsione alla vita, contrapposta a Thanatos
- Es: parte istintiva della mente, legata al corpo, agli istinti primordiali ed alla sessualità. Componente più primitiva ed irrazionale della psiche.
- Fobia: paura irrazionale e non proporzionata, come per esempio la claustrofobia, cioè la paura dei luoghi chiusi.
- Identificazione: indica un meccanismo molto complesso in cui le persone tendono ad attribuirsi caratteristiche di altri.
- inconscio: comprende tutto ciò che sfugge alla consapevolezza: sono quegli elementi di cui la persona non è cosciente o che sono stati rimossi.
- Io: la struttura della psiche che regola gli istinti e li riporta alla realtà quotidiana, permettendo alla persona di non lasciarsi dominare dall'istinto e di tenere conto anche dell'ambiente in cui vive. IN un certo senso fa da mediatore fra istinti dell'Es e la realtà esterna.
- Lapsus: Errore involontario, in cui parlando, scrivendo, leggendo, si pronuncia, si scrive o si legge una parola invece di un'altra. È dovuta all'inconscio, che improvvisamente "turba" il conscio "imponendosi" su di esso.
- libere associazioni: tecnica usata in psicoanalisi. Essa, in Freud, consiste in un "flusso di coscienza" del paziente che, sdraiato sul lettino, parla liberamente associando, appunto, un pensiero ad un altro, apparentemente senza logica. Spetterà, poi, all'analista dare logica alle associazioni del paziente, carpendone, cioè, il significato inconscio. Recentemente, alcuni psicoanalisti hanno rivisto le libere associazioni come processi "creativi", "poietici", non più di recupero dell'inconscio.
- libido: indica il desiderio, l'insieme degli impulsi legati alla sessualità. Non riguarda solo gli adulti, ma caratterizza ogni fase della vita.
- negazione: sorta di meccanismo di difesa che porta la persona a negare un aspetto della realtà particolarmente spiacevole.
- nevrosi: per Freud il termine si applica ai disturbi mentali che dipendono da cause psichiche. Sono dovute ad un conflitto in atto fra i tre elementi Io, Es e Super-io.
- preconscio: si compone di elementi inconsci (desideri, sentimenti, ricordi e convinzioni) che possono però riaffiorare senza ostacoli e diventare consci.
- proiezione: meccanismo di difesa in cui si attribuiscono i propri desideri o sentimenti ad un'altra persona.
- psicoanalisi: è una particolare psicoterapia che segue l'impostazione data da Freud. C'è grande attenzione per fare emergere le pulsioni inconsce, attraverso la tecnica della libera associazione e dell'interpretazione dei sogni, perché, secondo il pensiero freudiano, la presa di coscienza di tali pulsioni è fondamentale per la guarigione. Il paziente è sdraiato sul lettino mentre lo psicoanalista è seduto dietro di lui.
- psichiatra: è laureato in medicina con specializzazione in psichiatria. Si occupa delle forme anche più gravi di malattia mentale e può naturalmente utilizzare i farmaci.
- psicoanalista: ha una formazione classica, secondo le indicazioni freudiane e post-freudiane. Con il paziente svolge sedute di psicoanalisi.
- psicologo: può fare diagnosi, interventi di prevenzione, non può utilizzare farmaci. È laureato in psicologia ed iscritto all'Albo professionale degli psicologi.
- psicosi: malattia mentale caratterizzata da ossessioni, manie e depressione. Più grave della nevrosi perché è minore il legame con la realtà.
- psicoterapeuta: fa diagnosi e terapie per curare il paziente, cercando di eliminare la patologia di cui soffre. Non utilizza direttamente farmaci. Ha una laurea in Psicologia o in Medicina ed una specializzazione successiva. Inoltre, è iscritto all'Elenco professionale degli psicoterapeuti.
- psicoterapia: ne esistono di diversi tipi: la tecnica di base è il dialogo verbale con il paziente. Ma possono essere usati anche esercizi di respirazione o di movimento. Può essere anche coadiuvata dall'utilizzo di psicofarmaci prescritti da uno psichiatra. Paziente e psicoterapeuta sono seduti quasi sempre uno di fronte all'altro.
- pulsione: tutto ciò che ci porta ad agire: quelle sessuali tendono a soddisfare la libido.
- rimozione: attività dell'Io che allontana dalla parte conscia della mete gli impulsi dell'Es: in tal modo ricordi, emozioni e desideri possono diventare inconsci.
- simboli: componenti dei sogni, delle rappresentazioni indirette di conflitti o desideri inconsci. Non sono mai gli stessi, per cui non si può dire che gatto è sempre uguale ad x e cane è sempre uguale ad y, ma sono sempre determinati soggettivamente e dalle circostanze.
- spostamento: nel sogno è il trasferimento dell'impatto emotivo di un elemento a un altro, passando così da contenuti rimossi ad altri non rimossi.
- sublimazione: la funzione dell'Io che sposta l'energia psichica verso obiettivi socialmente accettabili.
- Super-Io: parte della mente che indirizza i comportamenti verso le regole ed i principi morali della società in cui l'individuo vive.
- Thanatos: pulsione alla morte, contrapposta ad Eros
- transfert: è un insieme di sentimenti positivi (c. d. transfert positivo) e negativi (c. d. transfert negativo) molto forti che il paziente sviluppa nei confronti dell'analista nel corso dell'analisi stessa. Tali sentimenti riguardano la figura nel suo complesso dell'analista, prevalentemente consistenti in una proiezione da parte del paziente sull'analista delle più varie caratteristiche umane (capacità, intelligenza, bellezza, potenza ecc. ed il loro contrario), che il paziente spera o è sicuro di sapere (transfert positivo) o teme (transfert negativo) che l'analista possegga. Transfert positivo e transfert negativo sono sempre compresenti ma il netto prevalere della componente positiva è indice del buon andamento ed esito della terapia. L'altra "faccia della medaglia" del controtransfert.